# The Fastest Guitar Alive
The Fastest Guitar Alive es una banda sonora del músico estadounidense Roy Orbison, publicado por la compañía discográfica MGM Records en julio de 1967. El álbum sirvió como banda sonora del largometraje homónimo, que supuso la única participación de Orbison en el cine. El sencillo «There Won't Be Many Coming Home» alcanzó el puesto dieciocho en la lista británica UK Singles Chart. 

## Lista de canciones
Todas las canciones compuestas por Roy Orbison y Bill Dees.
Cara A
1. "Whirlwind"
2. "Medicine Man, Medicine Man"
3. "River"
4. "The Fastest Guitar Alive"
5. "Rollin' On"

Cara B
1. "Pistolero"
2. "Good Time Party"
3. "Heading South"
4. "Best Friend"
5. "There Won't Be Many Coming Home"

## Posición en listas
Sencillos
| Sencillo                          | País        | Lista            | Posición |
| --------------------------------- | ----------- | ---------------- | -------- |
| «There Won't Be Many Coming Home» | Reino Unido | UK Singles Chart | 12       |